# Лумбална спинална стеноза
Лумбална спинална стеноза (акроним ЛСС) је сужење кичменог канала у доњем делу кичме, познатог као лумбални регион, које врши притисак на кичмену мождину, што доводи до болова, утрнулости, слабости у леђима, пецкања у стопалима и ногама.
Иако не постоји специфична терапија за ово стање, примена одговарајућих метода лечења. Када стандардизовани конзервативни третман не успе код пацијената са ЛСС, стандард неге се састоји од хируршке декомпресије. Забрињавајуће у декомпресивној хирургији лумбалне кичме је стварање нестабилности као последица дегенеративне природе ЛСС.

## Историја
Иако су први описали ЛСС  Sachs и Frankel  1900. године,  се први клинички опис ЛСС се обично приписује холандском неурохирургу Хенку Вербиесту, чији се извештај појавио 1954. године.
Спинална стеноза је почела да се препознаје као отежано стање 1950-их и 1970-и, код појединци који су имали бол у леђима и друге симптоме вероватно због већих кичмених каналаод оних који су асимптоматски.
Током 1970-их и 1980-их, многи извештаји о случајевима су показали успешне стопе хируршког лечења, али су оне биле засноване на субјективној процени хирурга.
Џонсон, Розен и Уден су 1992. описали историју ЛСС, са различитим закључцима о прогнози и лечењу: „70% пацијената је пријавило да нема значајних промена симптома, 15% је показало значајно побољшање, док је 15% показало извесно погоршање. Истраживачи су закључили да је посматрање разумна опција лечења лумбалне стенозе и да је значајно неуролошко погоршање ретко.

## Епидемиологија
Постоји много узрока за спиналну стенозу, али дегенеративне промене су предуслов да кичмена стеноза постане симптоматска.
Док је тачна преваленција дегенеративног ЛСС непозната, процене њене учесталости се крећу од 1,7% - 13,1%. Међутим, резултати ове статистике су доведени у питање, углавном због нејасних дијагностичких критеријума. На пример, магнетна резонанца (МРИ) и компјутерска томографија (ЦТ) су најчешћи начини за дијагнозу ЛСС, али клинички значајне дефиниције сужења канала, фораминалног или субартикуларног сужења не постоје.
Поред тога, лумбални и цервикални типови су чешћи од ређе торакалне стенозе. Иако се стеноза може наћи изоловано у једном региону кичме, развојна спинална стеноза ће највероватније захватити и цервикални и лумбални део кичме.

### Старост
Инциденција и преваленција ЛСС расте са старењем  људске популације, што представља најчешћи разлог за операцију лумбалне кичме код особа старијих од 65 година.
Старост у којој људи развијају спиналну стенозу је у корелацији са променом биомеханике зглоба, на шта указује све већи тренд да се лумбална спинална стеноза чешће дијагностикује код старијих пацијената. 
Бол у доњем делу леђа чини 17% свих посета лекару људи старијих од 65 година. У овој популацији, велики део радикуларног бола не потиче од патологије диска, већ од лумбалне спиналне стенозе. Према Калфу и сарадницима, 21% људи старијих од 60 година има лумбалну кичмену стенозу, што је потврђено радиолошким скринингом.
Дегенеративна лумбална стеноза кичменог стуба је претежно примећена у популацији од 50 до 60 година. Недавна студија у Јапану открила је да се учесталост ЛСС повећава са годинама. Студија подржава да се инциденца ЛСС постепено повећава у следећим старосним групама, 1,7–2,2% у популацији од 40–49 година, и 10,3%–11,2% у популацији од 70–79 година.
Процењује се да је око 200.000 одраслих погођено ЛСС само у Сједињеним Америчким Државама и да ће до 2025. године овај број порасти на 64 милиона код старијих особа. Синдром се јавља код 12% старијих мушкараца који живе у заједници и до 21% оних у пензионерским заједницама.

### Полне разлике
Спинална стеноза генерално погађа више мушкараца него жена. Студија у Женеви открила је да је однос између мушкараца и жена 1,28. и наводи се да иако је болест у великој мери повезана са старењем, мушкарци су погођени раније у животу него жене. Ово је вероватно због великог оптерећења и већег индекса телесне масе (БМИ).
Иако спинална стеноза чешће погађа мушкарце него жене, дегенеративна спондилолистеза у вези са спиналном стенозом је чешћа код жена.

### Занимање и раса
Чини се да занимање, раса и мањи пречник канала такође немају корелацију са развојем кичмене стенозе.

## Етиопатогенеза
Лумбалну спиналну стенозу карактерише сужењем кичменог канала са захватањем нервних структура из дегенерисаних или хипертрофираних остеолигаментних структура. Смањена висина диска, испупчење задњег прстена и извијање лигамента флава међу најчешћим су променама вискоеластичних структура које доприносе ЛСС; док су хипертрофични фасетни зглобови и ламинарно задебљање међу главним остеогеним факторима који доприносе сужењу кичменог канала и неурофорамина.
Добро је познато да се пречник кичменог канала смањује током екстензије, што заузврат појачава стенотске услове у присуству дегенеративних промена. Обрасци сагиталног покрета су такође поремећени током екстензије код пацијената са стенозом.

## Клиничка слика
Разумевање значења знакова и симптома лумбалне стенозе захтева разумевање шта је синдром ЛСС и преваленције стања. Према чланку објављеном у часопису Америчког медицинског удружења „Rational Clinical Examination Series“ наглашава да се синдром може узети у обзир када се бол у доњим удовима јавља у комбинацији са болом у леђима. Синдром се јавља код 12% старијих мушкараца који живе у заједници и до 21% оних у пензионерским заједницама.
Пошто су симптоми у ногама код лумбалне спиналне стенозе (ЛСС) слични онима код васкуларне клаудикације, термин псеудоклаудикација се често користи за симптоме ЛСС. Ови симптоми укључују бол, слабост и пецкање ногу, који се могу ширити низ ноге до стопала.
Додатни симптоми у ногама могу бити умор, тежина, слабост, осећај пецкања, боцкања или утрнулости и грчеви у ногама, као и симптоми од стране мокраћне бешике.
Симптоми су најчешће билатерални и симетрични, али могу бити једнострани; бол у ногама је обично више узнемирујући од болова у леђима.
Псеудоклаудикација, која се сада генерално назива неурогена клаудикација, обично се погоршава при стајању или ходању, а побољшава се при седењу, а често је повезана са држањем и лумбалним проширењем. Лежање на боку је често удобније него равно, јер омогућава већу лумбалну флексију. Васкуларна клаудикација може личити на спиналну стенозу, а неки појединци доживљавају једностране или билатералне симптоме који се шире низ ноге, а не као код праве клаудикацију.
Први симптоми стенозе укључују нападе бола у доњем делу леђа. После неколико месеци или година, ово може напредовати до клаудикације. Бол може бити радикуларни, који прати класичне неуролошке путеве. Ово се дешава када кичмени нерви или кичмена мождина постају све више заробљени у мањем простору унутар канала. Тешко је утврдити да ли је бол код старијих особа узрокован недостатком крви или стенозом; тестирањем се обично може разликовати између њих, али пацијенти могу имати и васкуларну болест у ногама и кичмену стенозу.
Код особа са болом у доњим удовима у комбинацији са болом у леђима, лумбална стеноза као узрок је два пута вероватнија код старијих од 70 година, док је код оних млађих од 60 година јавља код мања од половине пацијената. Карактер бола је такође користан за дијагнозу. Када се нелагодност не јавља док пацијент седи, вероватноћа лумбалне спиналне стенозе се значајно повећава, за око 7,4 пута. Друге карактеристике које повећавају вероватноћу лумбалне стенозе су побољшање симптома при савијању напред (6,4 пута), бол који се јавља у обе задњице или ноге (6,3 пута), и присуство неурогене клаудикације (3,7 пута). С друге стране, одсуство неурогене клаудикације чини лумбалну стенозу много мање вероватном као објашњење за бол.

## Дијагноза
Дијагноза се поставља на основу анамнезе и клиничких налаза.
Нормални лумбални централни канал има средњи сагитални пречник већи од 13 мм, са површином од 1,45 cm². За релативну стенозу се каже да постоји када је пречник антериорно-постериорног канала између 10 и 13 мм. Апсолутна стеноза лумбалног канала постоји анатомски када је предње-постериорно мерење иуноси 10 мм или мање.
Обични рендгенски снимци лумбалне или вратне кичме могу, али не морају, показати кичмену стенозу. Коначна дијагноза се поставља било компјутеризованом томографијом или скенирањем магнетном резонанцом (МРТ). Утврђивање присуства суженог канала поставља дијагнозу кичмене стенозе.
Магнетна резонантна томографија (МРТ)
МРТ је пожељан метод за дијагностиковање и процену спиналне стенозе свих области кичме, укључујући вратни, грудни и лумбални део. МРТ је користан за дијагнозу цервикалне спондилотичне мијелопатије (дегенеративни артритис вратне кичме са удруженим оштећењем кичмене мождине).
Налаз дегенерације цервикалне кичмене мождине на МРТ може бити важан; стање се назива мијеломалација или дегенерација пупчане врпце. То се види као појачан сигнал на МРТ. Код мијелопатије (патологије кичмене мождине) од дегенеративних промена, налази су обично трајни и декомпресивна ламинектомија неће преокренути патологију. Хируршка интервенција може зауставити напредовање стања. У случајевима када су промене на магнетној резонанци последица недостатка витамина Б12, могу се очекивати повољнији изгледи за опоравак.
Постављање дијагнозе
Откривање кичмене стенозе у вратној, торакалној или лумбалној кичми потврђује само анатомско присуство стенотичног стања. Ово може или не мора корелирати са дијагнозом спиналне стенозе која се заснива на клиничким налазима радикулопатије, неурогене клаудикације, слабости, дисфункције црева и бешике, спастичности, моторичке слабости, хиперрефлексије и мишићне атрофије. Ови налази, узети из историје и физичког прегледа пацијента (заједно са анатомском демонстрацијом стенозе помоћу МРИ или ЦТ скенирања), постављају дијагнозу.

## Терапија
Неоперативне терапије и ламинектомија су стандардни третман за ЛСС, као облици конзервативног лечења. Појединци се генерално саветују да избегавају напрезање доњег дела леђа, посебно са испруженом кичмом. Може се препоручити програм физикалне терапије за јачање тела и аеробно кондиционирање. Општи научни докази су неубедљиви о томе да ли је конзервативни приступ или хируршко лечење бољи за лумбалну кичмену стенозу.

### Лекови
Докази о употреби медицинских интервенција за ЛСС сунепотпуни. Инјекциони, али не назални калцитонин може бити користан за краткорочно ублажавање болова. Епидурални блокови такође могу привремено смањити бол, али нису пронађени докази о дугорочном ефекту. Додавање кортикостероида овим инјекцијама не побољшава резултат; употреба епидуралних инјекција стероида је контроверзна, а докази о њиховој ефикасности су контрадикторни.
Нестероидни антиинфламаторни лекови, релаксанти мишића и опиоидни аналгетици се често користе за лечење болова у доњем делу леђа, али недостају докази о њиховој ефикасности.

### Хирушка декомпресија
Када стандардизовани конзервативни третмани не дају резултате код пацијената са ЛСС, стандардно лечења се састоји од хируршке декомпресије, иако она има и лоше стране јер се након декомпресивне хирургије лумбалне кичме може да створи сегнентну нестабилности као последицу дегенеративне природе ЛСС, и сматра се узроком болова у доњем делу леђа.
Примена стабилизационих система и имплантата
Инвазивније методе у лечењу ЛСС укључују круте стабилизацијске системе са фиксацијом педикуларним вијком, или имплантате који су причвршћени за кичму фиксацијом педикула. Упркос охрабрујућим раним резултатима у примени система педикула за флексибилну интервертебралну стабилизацију, неки дугорочни резултати су били мање оптимистични, због повећане лумбалне лордозе, истезање делова дакрона, погрешног позиционирања и/или отпуштање педикула шрафова. Убрзана дегенерација суседног сегмента међупршљенског диска услед абнормалне поделе оптерећења такође представља проблем код имплантације крутих система.
Да би се избегла напред наведена нежељена дејства, развијени су системи динамичке стабилизације да би се спречило преоптерећење суседних сегмената кичме. Предложено је да се, у комбинацији са затезном траком, стабилизација може постићи и у флексији, чиме се избегава потреба за фиксацијом педикуларним шрафом. Међутим за сада постоји јако мало биомеханичких података који подржавају ове идеје.
Интерспинозни имплантати су развијени да помогну у обезбеђивању динамичке стабилизације кичме како би се избегла или допунила ЛСС декомпресија. Постављањем имплантата између суседних спинозних процеса избегава се ефекат смањења капацитета сагиталног проширења. Сматра се да интерспинозни имплантати смањују унутрашњи дискални притисак, растерећују фасетне зглобове, враћају висину отвора и обезбеђују побољшану стабилност кичме (посебно у екстензији) и нуде предност да су минимално инвазивни. Неколико таквих имплантата повезују спинозне наставке и ламине, а други су постављени између два суседна спинозна наставка са опругом, један са силиконским имплантом, други са уређајем у облику слова U, а други који се зове енгл. X-Stop Interspinous Process Distraction System. Другачији тип имплантата за неригидну стабилизацију лумбалних сегмената користи полиетеретеркетон (ПЕЕК), интерспинозни блокатор који је фиксиран за кичму помоћу две траке у петљу и затегнуте око суседних спинозних процеса, и носи назив Валисов систем. Принцип свих ових система састоји се од уметања одстојника између спинозних наставака на нивоу стенозе како би се повећао интервертебрални простор, истегнуо лигамент флава и задња прстенаста влакна, чиме се повећава централни канал и неурофорамина. Међутим, мало се зна о томе како ови интерспинозни имплантати могу да утичу ин виво на обим покрета у лумбалној кичми.

## Прогноза
Код већина болесника са благим до умереним симптомима ЛСС се не погоршава. Након операције код многи пацијената стање се побољша краткорочно, јер се временом све више смањује.
На основу бројних фактора који су присутни пре операције може се предвидети исход након операције, патако болесници са депресијом, кардиоваскуларним обољењима и сколиозом генерално имају лошији прогнозу, док они са озбиљнијом стенозом пре операције и бољим укупним здравственим стањем имају боље резултате.
Природна еволуција болести диска и дегенерације доводи до укрућења интервертебралног зглоба што доводи до формирања остеофита - коштане израслине која расте око зглоба. Овај процес се назива спондилоза и део је нормалног старења кичме. Ово је уочено у студијама код нормалних и болесних кичми. Дегенеративне промене почињу да се јављају без симптома већ у доби од 25-30 година. Није неуобичајено да људи до 35. године имају најмање један озбиљан случај болова у доњем делу леђа. Може се очекивати да ће се ово побољшати и постати мање распрострањено како појединац развије формацију остеофита око дискова.
У америчком систему компензације радницима, када се достигне праг од две велике операције кичме, велика већина радника се никада не враћа на било који облик плаћеног запослења. Осим две операције кичме, наредне операције ће вероватно погоршати, а не побољшати здравствено стање пацијента.